# Murry Wilson
Pour les articles homonymes, voir Wilson.
Murry Gage Wilson, né à Hutchinson (Kansas) le 2 juillet 1917 et mort à Whittier (Californie) le 4 juin 1973 (55 ans), est un musicien américain et un producteur de musique.

## Biographie
Murry Wilson est principalement connu comme le père de trois membres des Beach Boys, Brian, Dennis et Carl Wilson, et aussi l'oncle de Mike Love. Il était aussi l'impresario du groupe. Connu comme étant tyrannique et très violent à l'encontre de ses enfants, on lui impute la surdité d'une oreille de son fils Brian.

## Décès
Il meurt d'une crise cardiaque le 4 juin 1973.